# 田志勤
田志勤（？—？），字崇广，号平圃，順天府大兴县人。清朝翰林。
雍正十一年（1733年）癸丑科一甲第二名进士，授翰林院编修。雍正帝御批其“才干中平”。累官翰林院侍讲。乾隆九年（1744年），出任贵州乡试主考官。后奉旨休致。